# Jindřichov (district de Šumperk)
Pour les articles homonymes, voir Jindřichov.
Jindřichov (en allemand : Heinrichsthal) est une commune du district de Šumperk, dans la région d'Olomouc, en Tchéquie. Sa population s'élevait à 1 096 habitants en 2023.

## Géographie
Jindřichov se trouve à 4 km au sud-est de Zábřeh, à 14 km au nord de Šumperk, à 60 km au nord-nord-ouest d'Olomouc et à 182 km à l'est-sud-est de Prague.
La commune est limitée par Ostružná au nord, Loučná nad Desnou à l'est, par Velké Losiny au sud, par Hanušovice au sud-ouest, et par Staré Město, Vikantice et Branná à l'ouest.

## Histoire
La première mention écrite de la localité date de 1351.
L'histoire de Jindřichov débute réellement en 1862, lorsqu'une papeterie et un immeuble d'habitation pour les travailleurs furent construits par Joseph Abraham Winternitz. Le site avait été choisi en raison de la rivière Branná et de vastes forêts qui pouvaient être exploitées pour la cellulose. Une liaison ferroviaire avec le reste de l'Autriche-Hongrie fut ouvert en 1888 ainsi qu'un accès avec la Prusse via Głuchołazy (aujourd'hui en Pologne), ce qui entraîne une croissance de la production industrielle. L'usine comptait 750 employés en 1920. Son activité provoqua une forte pollution de la rivière Branná qui dura jusqu'aux années 1990. L'effectif de l'usine, qui avait été nationalisée après la guerre, augmenta pendant la période communiste et un immeuble de huit étages fut construit pour loger le personnel. À la suite de difficultés financières, l'usine ferma ses portes en 2011, provoquant une forte montée du chômage dans la localité.

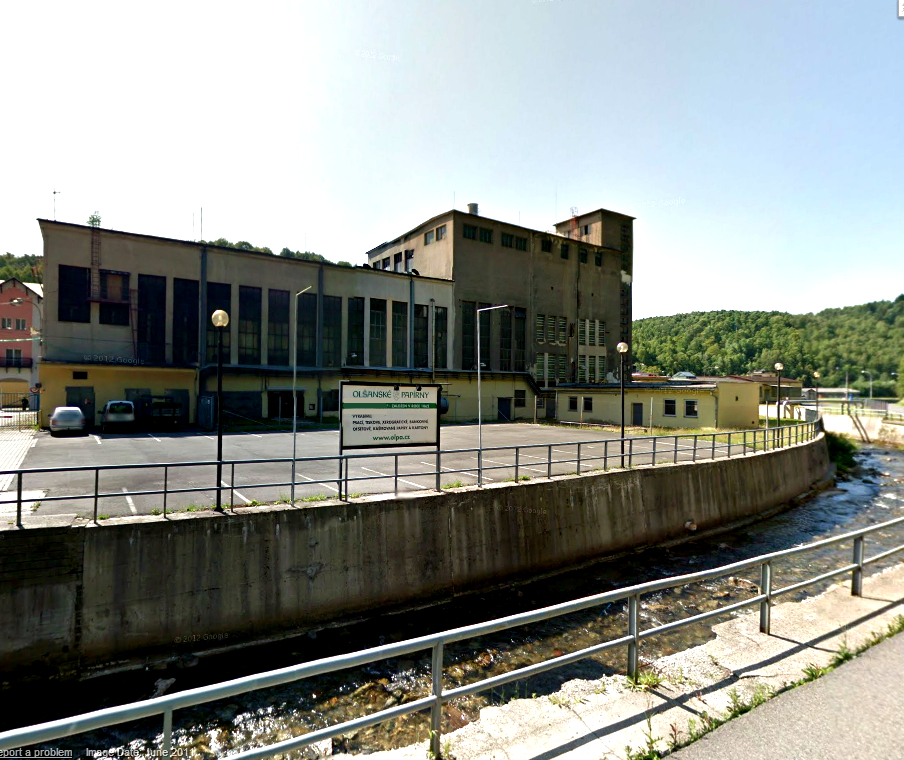
La papeterie de Jindřichov arrêtée.
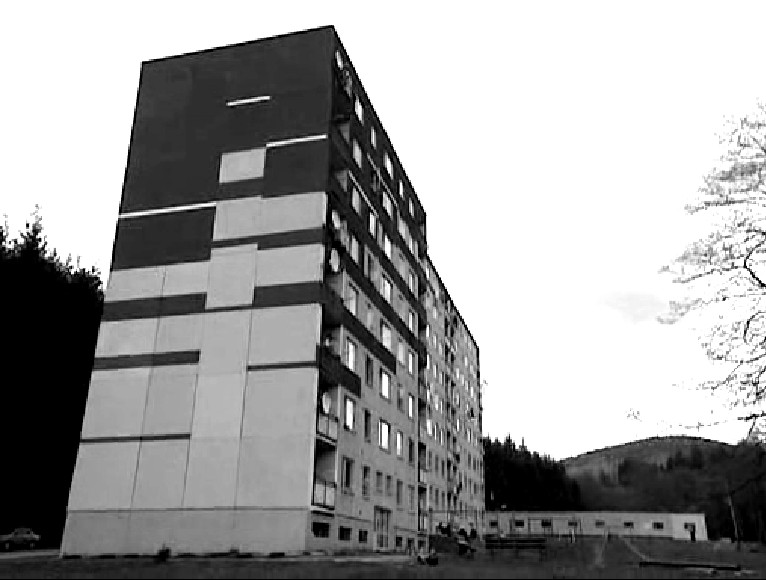
Logements des ouvriers de la papeterie.

## Administration
La commune se compose de quatre sections :
- Jindřichov
- Habartice
- Nové Losiny
- Pusté Žibřidovice